# Меджидов, Рашид Асад оглы
Рашид Асад оглы Меджидов (азерб. Rəşid Əsəd oğlu Məcidov; 22 июня 1908, Баку — 2 июля 1970, Баку) — советский и азербайджанский военный и государственный деятель, полковник. Во время штурма Берлина в 1945 году водрузил Красное Знамя над бывшим зданием советского посольства в Берлине.

## Биография
Родился в городе Баку. Учился в Бакинском промышленно-экономическом техникуме. Был воспитателем и пионервожатым в детском доме № 8.
В годы Закавказской федерации был избран секретарём крайкома ВЛКСМ.
С ноября 1933 года — первый секретарь ЦК комсомола Азербайджана. Позже продолжил учёбу в Москве в Высшей школе пропагандистов при ЦК ВКП(б).
Являлся первым секретарем Карадагского райкома партии, первым секретарем Октябрьского райкома партии. Являлся председателем Комитета по радиовещанию[уточнить].
Во время Великой Отечественной войны был начальником политотдела 416-й стрелковой дивизии. Прошёл весь путь в составе дивизии от Моздока до Берлина. Утром 2 мая 1945 г. группа бойцов дивизии водрузила Красное Знамя над Бранденбургскими воротами.
После войны был назначен начальником штаба артиллерийского полка в Вазиани Грузинской ССР, начальником политотдела Азербайджанской национальной дивизии.
Являлся 1-м секретарём Октябрьского райкома партии в Баку, заведующим отделом административных органов ЦК КП Азербайджана.
Являлся депутатом Верховного Совета 3-х созывов[уточнить].

## Семья
Жена — Мария Ивановна. 
Трое сыновей. Двое из них были активными участниками Первой карабахской войны. Старший, Владислав, был начальником штаба спецназа, Микаил — нейрохирургом  военно-полевого госпиталя в Агдаме.